# Sigrid T’Hooft
Sigrid T’Hooft (* 1963 in Oudenaarde, Belgien) ist eine Choreographin, Opern- und Schauspielregisseurin und Musikwissenschaftlerin.

## Leben und Wirken
Nach ihrem Studium der Musikwissenschaft arbeitete Sigrid T’Hooft als Redakteurin für klassische Musik am flämischen Radiosender Klara. Zugleich begann sie sich Anfang der 1990er Jahre als Choreografin und Opernregisseurin der Historisch Informierten Aufführungspraxis zu profilieren.
Mit der Inszenierung von Georg Friedrich Händels Radamisto 2009 im Badischen Staatstheater Karlsruhe erlebte sie ihren Durchbruch als Regisseurin. In den folgenden Jahren wurde T’Hooft an das Goethe-Theater Bad Lauchstädt, das Schlosstheater Drottningholm, das Operntheater Perm, das Trondelag-Theater Trondheim und andere Bühnen engagiert.
Außerdem wurde sie von dem Pariser Opernensemble Opera Fuoco und den Händel-Festspielen Göttingen eingeladen. Seit 2011 arbeitet sie regelmäßig mit dem Budapest Festival Orchestra zusammen und arbeitet mit führenden Dirigenten auf dem Gebiet der frühen Musik wie Laurence Cummings, Reinhard Goebel, Peter Van Heyghen, Sigiswald Kuijken, Andrew Parrott, Mark Tatlow und vielen anderen zusammen. Sie inszenierte mehr als 25 Opern sowie zahlreiche Konzerte „mise-en-geste“. Für ihre Barock-Tanzgruppe Corpo Barocco choreografierte sie mehrere Tanzaufführungen.
In ihrem Repertoire findet man nicht nur viele Wiederentdeckungen von längst vergessenen Werken aus dem 17. und 18. Jahrhundert, sondern auch das gängige Repertoire von Händel, Mozart und Joseph Haydn. In neuerer Zeit hat sie aber auch Werke des 19. Jahrhunderts realisiert, so etwa von Alexander Borodin (Fürst Igor, St. Petersburg 1890) und ein Schauspiel von August von Kotzebue (Armuth und Edelsinn, 1795).
Sigrid T’Hooft unterrichtete historisch-informierte Aufführungspraxis bei der Internationalen Händel-Akademie Karlsruhe (Barockgestik und Barocktanz) und an den Musikhochschulen in Leipzig und Den Haag, historischen Tanz in Trossingen.
2019 inszenierte sie bei den Innsbrucker Festwochen der Alten Musik Riccardo Broschis opera seria Merope und choreografierte die Tanzeinlagen der Oper L’Orfeo von Claudio Monteverdi beim Vicenza Opera Festival (Leitung: Iván Fischer).